# Purfleet
Purfleet es un pueblo localizado en la autoridad unitaria de Thurrock en Essex, Inglaterra. Está limitado por la carretera A13 al norte y el río Támesis al sur, y se encuentra en los límites este de la autopista M25, pero justo fuera de la frontera del Gran Londres. Estuvo en la zona parroquial de West Thurrock, de la tradicional Iglesia de Inglaterra. Existe alguna industria al sur y forma parte de la zona de reurbanización de Thames Gateway. Purfleet es una de las siete áreas de conservación en Thurrock.

## Historia
En el siglo XVIII, el Royal Gunpowder Magazine de Purfleet se estableció como ubicación para el almacenamiento de pólvora junto con una guarnición para protegerlo. Como resultado de los impactos de rayos, estaba expuesto a un peligro constante de explosión, por lo que se le pidió consejo a Benjamin Franklin sobre el diseño de un pararrayos. Cuando Jorge III oyó lo que tenía que decir su rival político, eligió un diseño alternativo.
El polvorín nº 5, el único que queda de los cinco originales, es ahora el Purfleet Garrison Heritage and Military Centre y un monumento planificado. Lo llevan voluntarios, contiene una amplia variedad de recuerdos locales y militares (incluyendo del Royal Air Force Station Hornchurch) y está abierto al público los jueves, los domingos y los días festivos.
Otros edificios del siglo XVIII que aún se conservan son la casa de pruebas (que se usaba para probar la pólvora, aunque ahora se usa para actividades locales) y la casa del guarda de la torre del reloj (que, según el English Heritage, forma «parte integral del mejor conjunto en cualquiera de los arsenales, coherentes con los altos estándares que practicaba el Ordnance Board en los diseños de sus fortificaciones y barracas del C17»).
En marzo de 1916, los artilleros de defensa antiaérea con base en Purfleet interceptaron al zepelín alemán ZL15. Como resultado, los artilleros recibieron un premio del Lord Mayor de Londres.
De 1921 a 1936, Purfleet formó un distrito urbano de Essex, incluyendo las parroquias de Aveley, West Thurrock y South Ockendon. Cubría un área de 36 km² y en 1931 tenía una población de 8.511 habitantes. Las parroquias y el distrito urbano fueron abolidos en 1936 y su área formó parte del distrito urbano de Thurrock.
Reflejando un sólido historial del puerto y de almacenamiento, Purfleet fue elegido por el Ministerio de Alimentación de Estados Unidos como uno de los 14 objetivos confidenciales de bomba atómica en 1955, incluyendo las reservas de té.
En la novela de Bram Stoker, el conde Drácula tenía aquí una hacienda.

## High House Production Park
En 2006, Thurrock Thames Gateway Development Corporation inició un proyecto para regenerar High House, renovando los edificios agrarios históricos que datan del siglo XVI, y fomentando el desarrollo de algunos edificios industriales creativos en el área de unas 5'6 hectáreas. El centro que usaban Bob y Tamar Manoukian, del Royal Opera House, para sus óperas y ballets abrió en el sitio del High House en diciembre de 2010. "Creative & Cultural Skills" abrió The Backstage Centre en el parque en octubre de 2012. The Backstage Centre ahora alberga la sede nacional de Creative & Cultural Skills, que también tiene oficinas en Belfast, Cardiff y Edinburgh. En julio de 2013, ACME abrió 43 talleres en el parque.

## Industria
Purfleet ha sido el lugar de un Unilever (anteriormente Van den Berghs & Jurgens), produciendo margarina Stork, Flora, Bertolli y ICBINB! desde 1917, reputado por ser el mayor del mundo. También tiene una planta de lubricantes Esso y un terminal de ferry Ro-Ro.

## Lugares cercanos
- Aveley
- Wennington
- West Thurrock

## Transporte
Hay enlaces de transporte hasta pueblos como Basildon y Grays, así como Lakeside Shopping Centre con autobuses operados por Imperial Buses, Ensignbus y Arriva Southern Counties. Los servicios de trenes operados por c2c desde la estación de Purfleet ofrecen servicios frecuentes hacia London Fenchurch Street, Barking, Grays, Tilbury y Southend.

## Deporte
Purfleet F.C. juega en el pueblo y el consejo local asiste a siete polideportivos y un campo de club en el Borough, el centro más cercano, en Springhouse Road, Corringham.